# 章璞
章璞（1962年6月—），安徽金寨人，享受国务院政府特殊津贴专家，上海交通大学教授。

## 生平
1982年毕业于安徽师范大学数学系，同年分配至安徽金寨师范学校任教。1988年在扬州大学获硕士学位，1991年在北京师范大学获博士学位，随后在中国科学技术大学做博士后研究。1993年起任教于中国科学技术大学，1998年任中国科学技术大学数学系教授。2004年调至上海交通大学，任数学系教授、博士生导师。

## 学术贡献
主要从事代数学研究工作。主持国家杰出青年科学基金、国家自然科学基金重点项目等项目多项，发表论文110余篇。曾获安徽省自然科学二等奖、宝钢优秀教师奖等奖励。